# Woda zarobowa
Woda zarobowa – woda stosowana do wykonywania betonów jak i zapraw budowlanych. Stanowi podstawowy składnik umożliwiający rozpoczęcie procesu wiązania, a później twardnienia betonu. Działanie wody zarobowej można podzielić na fizyczne i chemiczne. Fizycznie woda oddziałuje na konsystencję zaczynu, wpływając na procesy technologiczne (mieszanie, transport, układanie itd.), chemicznie bierze udział w procesach wiązania i twardnienia spoiwa. Woda do zarabiania betonów musi spełniać odpowiednie wymagania normowe. Zlekceważenie ich może spowodować:
- zmiany w procesie wiązania i twardnienia betonu[1],
- zmniejszenie właściwości wytrzymałościowych betonu,
- osłabienie odporności betonu na szkodliwe oddziaływanie środowiska zewnętrznego[1],
- spadek trwałości betonu w czasie eksploatacji.

Polska Norma określająca wymagania dotyczące wody zarobowej to PN-EN 1008: 2004 „Woda zarobowa do betonu. Specyfikacja pobierania próbek, badanie i ocena przydatności wody zarobowej do betonu, w tym odzyskanej z procesów produkcji betonu”.

## Hydratacja cementu
Hydratacja w chemii rozumiana jest jako reakcja przyłączania wody. W budownictwie hydratacja oznacza reakcje chemiczne i procesy fizyczne zachodzące od momentu dodania wody do spoiwa. Reakcja przebiega na powierzchni ziaren cementu. Ze względu na złożoność procesów rozpatruje się oddzielnie reakcje poszczególnych związków mineralogicznych z wodą, a następnie reakcje między tymi związkami lub produktami ich hydrolizy. Poszczególne bezwodne składniki cementu reagują następująco:
- Hydroliza alitu:

3CaO·SiO
2 + 2H
2O → 2CaO·SiO
2·H
2O + Ca(OH)
2
- Hydratacja belitu:

2CaO·SiO
2 + H
2O → 2CaO·SiO
2·H
2O
- Hydroliza brownmillerytu:

4CaO·Al
2O
3·Fe
2O
3 + nH
2O → 3CaO·Al
2O
3·mH
2O + CaO·Fe
2O
3 + (n−m)H
2O
- Hydratacja celitu:

3CaO·Al
2O
3 + 6H
2O → 3CaO·Al
2O
3·6H
2O
- Uwodniony celit reaguje z wodorotlenkiem wapniowym tworząc trudno rozpuszczalny produkt:

3CaO·Al
2O
3·6H
2O + Ca(OH)
2 + 5H
2O → 4CaO·Al
2O
3·12H
2O
- Czas wiązania cementu można regulować przez dodanie gipsu. Zachodzi wówczas reakcja uwodnionego celitu z gipsem i tworzeniem soli Candlota (ettringitu[5])[6]:

3CaO·Al
2O
3·6H
2O + 3CaSO
4·2H
2O + 8H
2O → 3CaO·Al
2O
3·3CaSO
4·32H
2O (sól Candlota)
- Twardnienie cementu następuje wskutek tworzenia się żelu uwodnionych krzemianów oraz reakcji wodorotlenku wapniowego i dwutlenkiem węgla:

Ca(OH)
2 + CO
2 → CaCO
3 + H
2O

## Rodzaje wody zarobowej
Polska Norma PN-EN 1008: 2004 "Woda zarobowa do betonu: Specyfikacja pobierania próbek, badanie i
ocena przydatności wody zarobowej do betonu, w tym wody odzyskanej z procesów produkcji betonu" dzieli wodę zarobową na:
1. Woda pitna – przydatna do stosowania w betonie – Nie wymaga dodatkowych badań,
2. Woda odzyskana z procesów produkcji betonu – wymaga badań wskazanych przez normę,
3. Woda ze źródeł podziemnych – wymaga badań wskazanych przez normę,
4. Naturalna woda powierzchniowa – wymaga badań wskazanych przez normę,
5. Woda ze ścieków przemysłowych – wymaga badań wskazanych przez normę,
6. Woda morska lub woda zasolona – wymaga badań wskazanych przez normę. Przydatna do stosowania w betonie niezbrojonym i niezawierającym innych elementów metalowych. W szczególnym przypadku stosowania w betonie zawierającym stalowe zbrojenie lub inne elementy metalowe zasadniczym czynnikiem jest zawartość chlorków w wodzie,
7. Woda kanalizacyjna – nie nadaje się do stosowania w betonie.

## Wymagania i badanie wody
Stwierdzenie przydatności wody składa się z dwóch etapów: oceny wstępnej i badania właściwości chemicznych. Podjęcie decyzji o specjalistycznych badaniach powinno być podjęte dopiero po dokonaniu oceny wstępnej, której kryteria podane zostały w tablicy nr 1. Niespełnienie któregokolwiek z wymagań nie musi przekreślać użyteczności wody. W takim przypadku należy udowodnić, że:
1. Czas początku wiązania próbki nie jest krótszy niż 1 h i nie różni się więcej niż 25% od czasu uzyskanego na próbkach wykonanych z użyciem wody destylowanej lub demineralizowanej.
2. Czas końca wiązania nie jest dłuższy niż 12 h i nie różni się więcej niż 25% od czasu uzyskanego na próbkach wykonanych z użyciem wody destylowanej lub demineralizowanej.
3. 7-dniowa wytrzymałość na ściskanie próbek nie jest mniejsza niż 90% wytrzymałości próbek wykonanych z użyciem wody destylowanej lub demineralizowanej.

| Oznaczana cecha     | Wymagania normowe |
| ------------------- | --- |
| Oleje i tłuszcze    | Nie więcej niż widoczne ślady |
| Detergenty          | Ewentualna piana powinna znikać w ciągu 2 minut |
| Barwa               | Woda niesklasyfikowana odzyskana z procesów produkcji betonu powinna być bladożółta lub jaśniejsza |
| Zawiesiny           | 1) Woda odzyskana z procesów produkcji betonu – spełnienie wymogów normowych 2) Woda z innych źródeł ≤ 4 cm³ osadu |
| Zapach              | 1) Woda odzyskana z procesów produkcji betonu - bez zapachu, z wyjątkiem zapachu dopuszczalnego dla wody pitnej oraz lekkiego zapachu cementu. Dopuszczalny lekki zapach siarkowodoru w przypadku zawartości w wodzie żużla wielkopiecowego 2) Woda z innych źródeł - bez zapachu, z wyjątkiem zapachu dopuszczalnego dla wody pitnej. Bez zapachu siarkowodoru po dodaniu kwasu chlorowodorowego. |
| Kwasy               | pH ≥ 4 |
| Substancje humusowe | po dodaniu NaOH - barwa wody żółtawobrązowa lub jaśniejsza |